# Nahed
Nahed ist ein arabischer, überwiegend weiblicher Vorname.

## Namensträgerinnen
- Nahed Ojjeh (* 1959), syrische Geschäftsfrau und Mäzenin
- Nahed Selim (* 1953), ägyptische Dolmetscherin, Journalistin und Buchautorin
- Nahed Taher (* 19**), saudi-arabische Ökonomin und Bankmanagerin

## Namensträger
- Nahed Hattar (1960–2016), jordanischer Autor und politischer Aktivist